# گلوله توپ (ترانه دیمین رایس)
«گلوله توپ» (انگلیسی: Cannonball) آهنگی است که توسط خواننده فولکلور ایرلندی دیمین رایس نوشته و اجرا شده است. این آهنگ در ۱ فوریه ۲۰۰۲ به‌عنوان دومین تک‌آهنگ از اولین آلبوم او، اُ منتشر شد. بعداً در سال ۲۰۰۳ (به رتبه ۳۲ در جدول تک‌آهنگ‌های بریتانیا رسید)، ۲۰۰۴ (به شماره ۱۹) و ۲۰۱۱ (به شماره ۹) دوباره منتشر شد.
در سال ۲۰۱۱، این آهنگ به‌عنوان تک‌آهنگ برنده نسخه بریتانیایی ایکس فاکتور در سری هشتم آن انتخاب شد. سپس در ۱۱ دسامبر ۲۰۱۱ توسط شرکت‌کنندگان ایکس فاکتور، لیتل میکس (که قبلا به نام ریتمیکس شناخته می‌شد) منتشر شد. لیتل میکس اولین گروهی بود که برنده‌ی شو شد و جلد آن‌ها از آن زمان به موفق‌ترین نسخه تک‌آهنگ تبدیل شد. در سال ۲۰۱۵، ناتالی ایمبرولیا، خواننده استرالیایی، این آهنگ را برای آلبوم استودیویی خود یعنی مذکر پوشش داد.
‌
‌
‌
‌
‌
‌
‌‌

## ‌نسخه لیتل میکس
گروه دخترانه بریتانیایی لیتل میکس این آهنگ را در فینال در هشتمین سری ایکس فاکتور در سال ۲۰۱۱ اجرا کرد. پس از اعلام برنده شدن گروه در برنامه، نسخه آن‌ها به‌عنوان تک‌آهنگ برندگان در ۱۱ دسامبر ۲۰۱۱ از طریق سایکو میوزیک منتشر شد. و بعداً در نسخه توسعه یافته آلبوم دی‌اِن‌اِی لیتل میکس قرار گرفت.
«گلوله توپ» به رتبه یک در جدول تک‌آهنگ‌های بریتانیا رسید. تبدیل شدن به سریع‌ترین تک‌آهنگ در سال ۲۰۱۱ در بریتانیا که تا پایان سال، بیش از ۳۹۰۰۰۰ نسخه فروخته شد. این آهنگ همچنین در اسکاتلند و ایرلند به رتبه یک رسید. بعدها تبدیل به تک‌آهنگ شماره یک کریسمس آن سال شد.